# 1962-es bajnokcsapatok Európa-kupája-döntő
Az 1961–1962-es bajnokcsapatok Európa-kupája (BEK) döntőjét 1962. május 2-án rendezték az amszterdami Olimpiai Stadionban. A döntőben a portugál Benfica és a spanyol Real Madrid találkozott.
A döntőt a Benfica nyerte 5–3-ra és sorozatban másodjára hódította el a BEK serleget.

## A döntő részletei
| 1962. május 2. |

| Benfica                                                   | 5–3   | Real Madrid        |
| --------------------------------------------------------- | ----- | ------------------ |
| Águas 25' Cavém 34' Coluna 51' Eusébio 65' (11-esből) 68' | (2–3) | Puskás 17' 23' 38' |

| Olimpiai Stadion, Amszterdam Nézőszám: 65 000 Játékvezető: Leo Horn ( Hollandia) |

| Benfica | Real Madrid |

| BENFICA:      |    |                       |
|               |    |                       |
| GK            | 1  | Costa Pereira         |
| DF            | 2  | Mario João            |
| DF            | 3  | Germano de Figueiredo |
| DF            | 4  | Ângelo Martins        |
| DF            | 5  | Domiciano Cavém       |
| MF            | 6  | Fernando Cruz         |
| MF            | 7  | José Augusto          |
| MF            | 8  | Eusébio               |
| MF            | 9  | José Águas            |
| FW            | 10 | Mário Coluna          |
| FW            | 11 | António Simões        |
| Vezetőedző:   |    |                       |
| Guttmann Béla |    |                       |

| REAL MADRID: |    |                    |
|              |    |                    |
| GK           | 1  | José Araquistáin   |
| DF           | 2  | Pedro Casado       |
| DF           | 3  | Vicente Miera      |
| DF           | 4  | Felo               |
| DF           | 5  | José Santamaría    |
| MF           | 6  | Pachín             |
| MF           | 7  | Justo Tejada       |
| MF           | 8  | Luis del Sol       |
| MF           | 9  | Alfredo Di Stéfano |
| FW           | 10 | Puskás Ferenc      |
| FW           | 11 | Francisco Gento    |
| Vezetőedző:  |    |                    |
| Miguel Muñoz |    |                    |

## Lásd még
- 1961–1962-es bajnokcsapatok Európa-kupája

## Külső hivatkozások
- Az 1961–62-es BEK-szezon mérkőzéseinek adatai az rsssf.com (angolul)
- "1961/62: Benfica beat Real Madrid and win the European Cup!" (angolul)